# Dieter Spaar

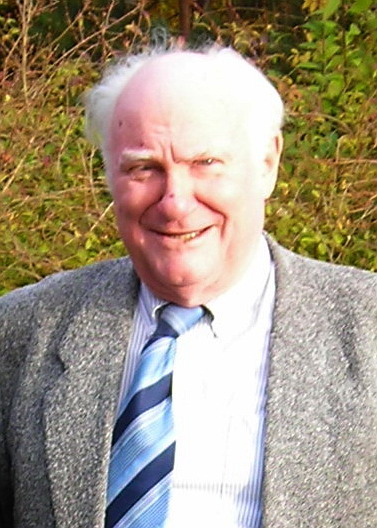
Dieter Spaar

Dieter Spaar (* 21. September 1933 in Salza (Thüringen); † 30. Januar 2010 in Berlin) war ein deutscher Pflanzenbauwissenschaftler, Virologe und letzter Präsident der Akademie der Landwirtschaftswissenschaften der DDR.

## Lebensweg
Nach dem Abitur 1952 studierte Spaar zunächst Biologie an der Friedrich-Schiller-Universität Jena. Dem folgte ein Landwirtschaftsstudium mit der Fachrichtung Phytopathologie an der Timirjasew-Akademie in Moskau. Er schloss das Studium 1958 mit einer Dissertation über die Diagnostik von Kartoffelvirosen ab. Nach einer einjährigen Forschungstätigkeit am Institut für Pflanzenzüchtung Groß Lüsewitz übte er 10 Jahre eine leitende Tätigkeit im Staatssekretariat für das Hoch- und Fachschulwesen der DDR aus. Außerdem wirkte er seit 1968 als Honorarprofessor an der Humboldt-Universität zu Berlin. Dem folgte eine Forschungsarbeit im Ascherslebener Institut für Phytopathologie der Akademie der Landwirtschaftswissenschaften der DDR, dessen Direktor er bis 1972 war. Mit seiner Berufung zum Ordentlichen Mitglied der Akademie der Landwirtschaftswissenschaften übernahm er gleichzeitig das Amt des Direktors für Pflanzenproduktionsforschung. Nachfolgend war Spaar ab 1977 Vizepräsident und ab 1987 Akademiepräsident bis Juni 1990, amtierend bis zum Jahresende. Nach dem Ende der Akademie 1991 arbeitete er bis 1997 als Direktor für Landwirtschaftliche Technologien und Pflanzenschutz bei der Berliner Organisation für Agrar- und Ernährungswirtschaft. Danach wirkte Spaar bis zu seinem Lebensende als freischaffender Fachberater für nachhaltige Landwirtschaft in Osteuropa.

## Forschungsleistungen und Hauptwerke
Die wesentlichen Ergebnisse seiner Forschungsarbeiten auf dem Gebiet der Pflanzenbauwissenschaft, besonders der Phytopathologie, während seines Wirkens in der Akademie und ab 1992 aus der Projektarbeit in Osteuropa, hat Spaar in Buchform veröffentlicht (Auszug)
- Mitautor: Pflanzliche Virologie. Band I–V, Akademie-Verlag, Berlin 1977/1978.
- mit H. Kleinhempel u. a.: Bakteriosen der Kulturpflanzen. Akademie-Verlag, Berlin 1977.
- mit H. Kleinhempel: Bekämpfung von Viruskrankheiten der Kulturpflanzen. VEB Deutscher Landwirtschaftsverlag, Berlin 1985.
- Mitautor in: H. Kegler, W. Friedt (Hrsg.): Resistenz von Kulturpflanzen gegen pflanzenpathogene Viren. Gustav Fischer Verlag, Jena/Stuttgart/New York 1993.
- mit P. Schuhmann (Federführung): Natürliche Grundlagen der Pflanzenproduktion in den Ländern der Gemeinschaft Unabhängiger Staaten und des Baltikums. Buchedition Agrimedia, Spithal 2000.
- mit N. Makowski und W. F. Samersow: Anbau von Raps. Moskau 1996. (russisch)
- mit P. Schuhmann: Anbau von Kartoffeln. Moskau 1997. (russisch)
- mit A. Postnikow, G. Kratzsch und N. Makowski: Getreideanbau. Moskau 1998. (russisch)

Hinzu kommen etwa 700 agrar- und hochschulpolitische, wissenschaftliche, wissenschaftlich-praktische und populäre Veröffentlichungen. Spaar hielt auf nationaler und internationaler Ebene mehr als 300 wissenschaftliche, wissenschaftlich-praktische und populäre Vorträge.

## Ehrungen und Auszeichnungen (Auszug)
- 1978 – A. D. Thaer-Gedenkmedaille der Humboldt-Universität zu Berlin
- 1981 – Erwin-Baur-Medaille der AdL der DDR
- 1981 – Mitglied der Lenin-Allunionsakademie für Landwirtschaftswissenschaften
- 1983 – Vaterländischer Verdienstorden in Silber der DDR
- 1985 – Edwin-Hoernle-Medaille der Agrarwissenschaftlichen Gesellschaft der DDR
- 1985 – Goldmedaille der Akademie der Landwirtschaftswissenschaften der CSSR
- 1987 – Ehrendoktor der Humboldt-Universität zu Berlin
- 1987 – Nationalpreis der DDR für Wissenschaft und Technik Klasse II
- 1988 – Ehrendoktor der Universität für Gartenbau Budapest
- 1988 – Auswärtiges Mitglied der Polnischen Akademie der Wissenschaften
- 1988 – M. Oczapowski-Medaille der Polnischen Akademie der Wissenschaften
- 1989 – Ernst-Haeckel-Medaille der Gesellschaft „Urania“
- 1989 – Ehrennadel der Karl-Marx-Universität Leipzig
- 1996 – Mitglied der Akademie der Agrarwissenschaften der Republik Belarus
- 2000 – Ehrendoktor der Belorussischen Landwirtschaftsakademie Gorki
- 2006 – Ehrendoktor der Russischen Staatlichen Agraruniversität – Moskauer Timirjasew-Akademie